# Langenleiten

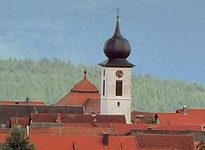
Katholische Pfarrkirche

Langenleiten ist ein Gemeindeteil der Gemeinde Sandberg im unterfränkischen Landkreis Rhön-Grabfeld in Bayern.

## Geographische Lage
Das Pfarrdorf liegt südöstlich von Sandberg an der Staatsstraße 2267, die in Nordwest-Südost-Richtung am Ort vorbeiführt.

## Geschichte
Der Ort entstand im Jahr 1689 durch Ansiedlung einiger Menschen, die teilweise aus dem heutigen Burkardrother Gemeindeteil Premich gekommen waren. Der Ort entstand entlang einer breiten Dorfstraße. Der Name des Ortes leitet sich von der „langen Leite“ ab, einem Gebietsstück auf einem Höhenzug. Dieses Grundstück wurde durch Verspätungen beim Vorlegen des Rodungsplans Staatsbesitz.
Die Bewohner Langenleitens gingen zum Kirchbesuch in die Mutterpfarrei Premich, bis Langenleiten im Jahr 1781 eine eigene Kirche bekam. Selbstständige Pfarrei wurde der vom Kreuzberg aus betreute Ort im Jahr 1819. Die steigende Anzahl an Gläubigen führte zu einer ab 1890 geplanten und 1911 umgesetzten Erweiterung der Kirche. Im Jahr 1820 entstand die Schule des Ortes, im Jahr 1855 eine zweite Schulstelle. Ein Schulneubau wurde am 30. September 1962 fertiggestellt. In den 1920er Jahren entstand eine Straßenverbindung nach Wildflecken, über das Langenleiten an das Bahnnetz angeschlossen war.
Nach dem Zweiten Weltkrieg entstanden am Truppenübungsplatz Wildflecken sowie in den ehemaligen MUNA-Baracken Arbeitsplätze für die Einwohner von Langenleiten; zusätzlich bezog der Ort Baumaterial aus den ehemaligen Ortschaften auf dem Gelände des Truppenübungsplatzes. Bedingt durch den Militärverkehr aus Wildflecken entstand in Langenleiten eine Umgehungsstraße.
In den Jahren nach dem Krieg änderte sich die Lebenssituation im Ort. Die Einwohner konnten ihre Kinder auf weiterführende Schulen in Bad Neustadt an der Saale schicken, was durch die Einrichtung der Postbusverbindung Langenleiten – Steinach – Bad Neustadt im Jahr 1953 begünstigt wurde. Am 3. Juni 1957 bekam Langenleiten seine erste Tankstelle.
Am 1. Januar 1972 wurde Langenleiten im Rahmen der Gebietsreform in Bayern zu einem Gemeindeteil von Sandberg.

## Kultur
- Pfarrkirche Mariä Himmelfahrt
- Kunst|Anger|Langenleiten[4][5]